# Marie Bartoszewski
Pour les articles homonymes, voir Bartoszewski.
Marie Bartoszewski, épouse Veillet de 1936 à 1953, est une botaniste et bibliothécaire française née le 9 janvier 1912 à Reims et morte le 15 septembre 2001 à Paris 16e. Elle signait ses travaux Bartoszewska, Veillet-Bartoszewska ou Bartoszewska-Veillet.

## Biographie
Fille de l'ingénieur et enseignant de physique Stanislas Bartoszewski, Marie Bartoszewski suit un cursus scientifique au lycée de Lorient puis entre en CPGE scientifique au lycée Chaptal à Paris où elle prépare l'entrée à l'École normale supérieure, que son père avait intégrée en 1907. En 1932, elle devient l'une des 41 femmes à réussir le concours avant son interdiction aux femmes après la session 1939. Elle choisit d'y étudier les sciences naturelles, réalisant notamment un diplôme d'études supérieures en géologie en janvier 1936, année de son mariage avec son camarade de promotion André Veillet. Après avoir échoué à l'agrégation Marie Veillet devient femme au foyer, suivant son mari en fonction de ses affectations tout en élevant quatre enfants.
Fin 1953, le couple se sépare et Marie retourne à Paris. Elle entre fin 1954 au Muséum national d'histoire naturelle comme stagiaire dans un laboratoire du CNRS mais l'année suivante le directeur décide de renvoyer toutes les femmes ; elle reprouve cependant rapidement un poste comme attachée de recherche en botanique à la faculté de pharmacie. Elle publie deux articles dans le Bulletin de la Société géologique de France et quatre dans le Bulletin de la Société botanique de France puis soutient en 1963 une thèse sur l'embryogénèse des éricales,. Faute de débouchés dans la recherche en botanique, elle se réoriente une nouvelle fois, acceptant un poste de bibliothécaire à l'école des Mines, où elle travaille jusqu'à sa retraite en 1977. Issue d'une ancienne famille protestante, elle contribue régulièrement au bulletin de la Société d'histoire du protestantisme français et s'implique dans la société des anciens élèves de l'ENS. Atteint par une maladie neurodégénérative à partir de 1998, elle meurt en septembre 2001.